# So (Kana)
そ, in Hiragana, oder ソ in Katakana, sind japanische Zeichen des Kana-Systems, die beide jeweils eine Mora repräsentieren. In der modernen japanischen alphabetischen Sortierung stehen sie an 15. Stelle. Das そ ist außerdem der 18. Buchstabe im Iroha, direkt nach dem れ und vor つ. Beide Kana stellen [so] dar.
| Form                                  | Rōmaji     | Hiragana                   | Katakana                   |
| ------------------------------------- | ---------- | -------------------------- | -------------------------- |
| Normal s- (さ行 sa-gyō)               | so         | そ                         | ソ                         |
| Normal s- (さ行 sa-gyō)               | sou soo sō | そう, そぅ そお, そぉ そー | ソウ, ソゥ ソオ, ソォ ソー |
| Zusätzliches Dakuten z- (ざ行 za-gyō) | zo         | ぞ                         | ゾ                         |
| Zusätzliches Dakuten z- (ざ行 za-gyō) | zou zoo zō | ぞう, ぞぅ ぞお, ぞぉ ぞー | ゾウ, ゾゥ ゾオ, ゾォ ゾー |

## Varianten
Die Kana können mit den Dakuten, zu ぞ in Hiragana, ゾ in Katakana, und damit zo im Hepburn-System, erweitert werden.

## Strichfolge

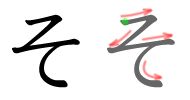
Strichfolge für そ

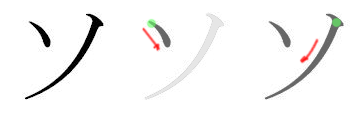
Strichfolge für ソ

## Weitere Darstellungsformen
- In japanischer Brailleschrift:

- Der Wabun-Code ist －－－・.
- In der japanischen Buchstabiertafel wird es als „そろばんのソ“ (Soroban no So) buchstabiert.